# Koppel (tåg)
För andra betydelser, se Koppel.

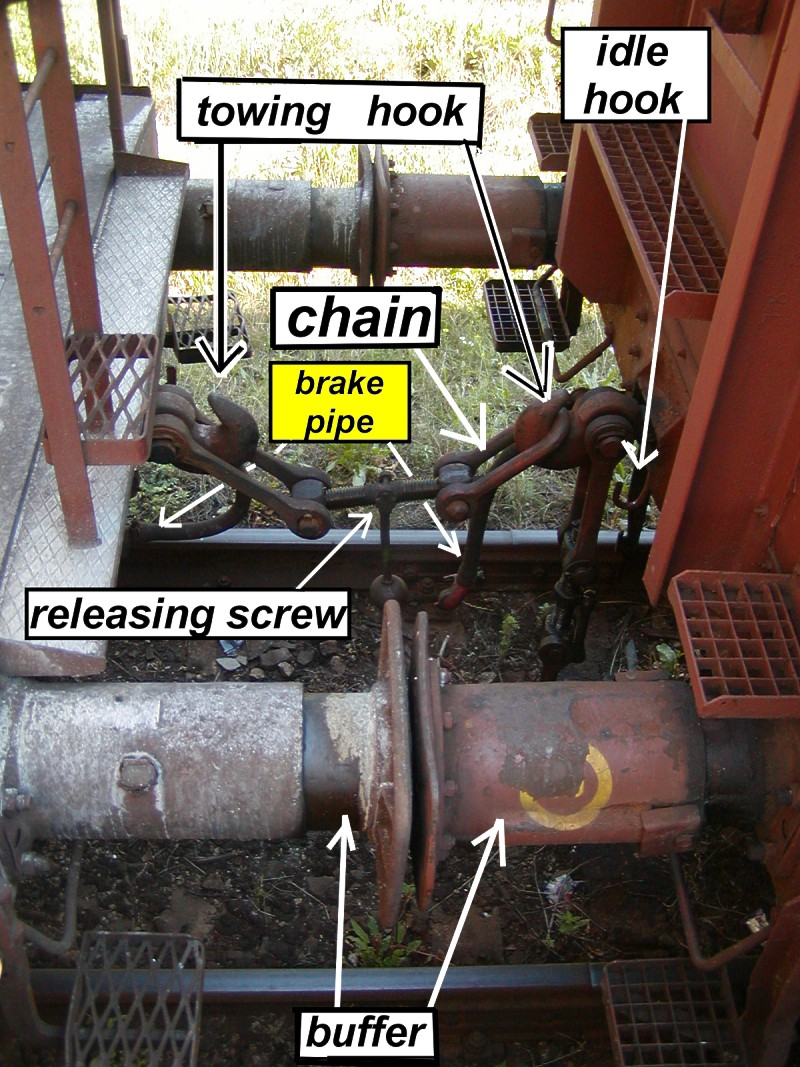
Skruvkoppel

Ett järnvägskoppel är en anordning som kopplar ihop järnvägsvagnar till ett tåg och samtidigt kan förmedla andra funktioner mellan vagnarna. Kopplens gränssnitt mot varandra är nästan en lika viktig del av infrastrukturen som spårvidden. Kallas även "draginrättning" då det gäller exempelvis skruvkoppel, kallas "drag- och stötinrättning" då det gäller centralkoppel på fordon utan buffertar.

## Bakgrund

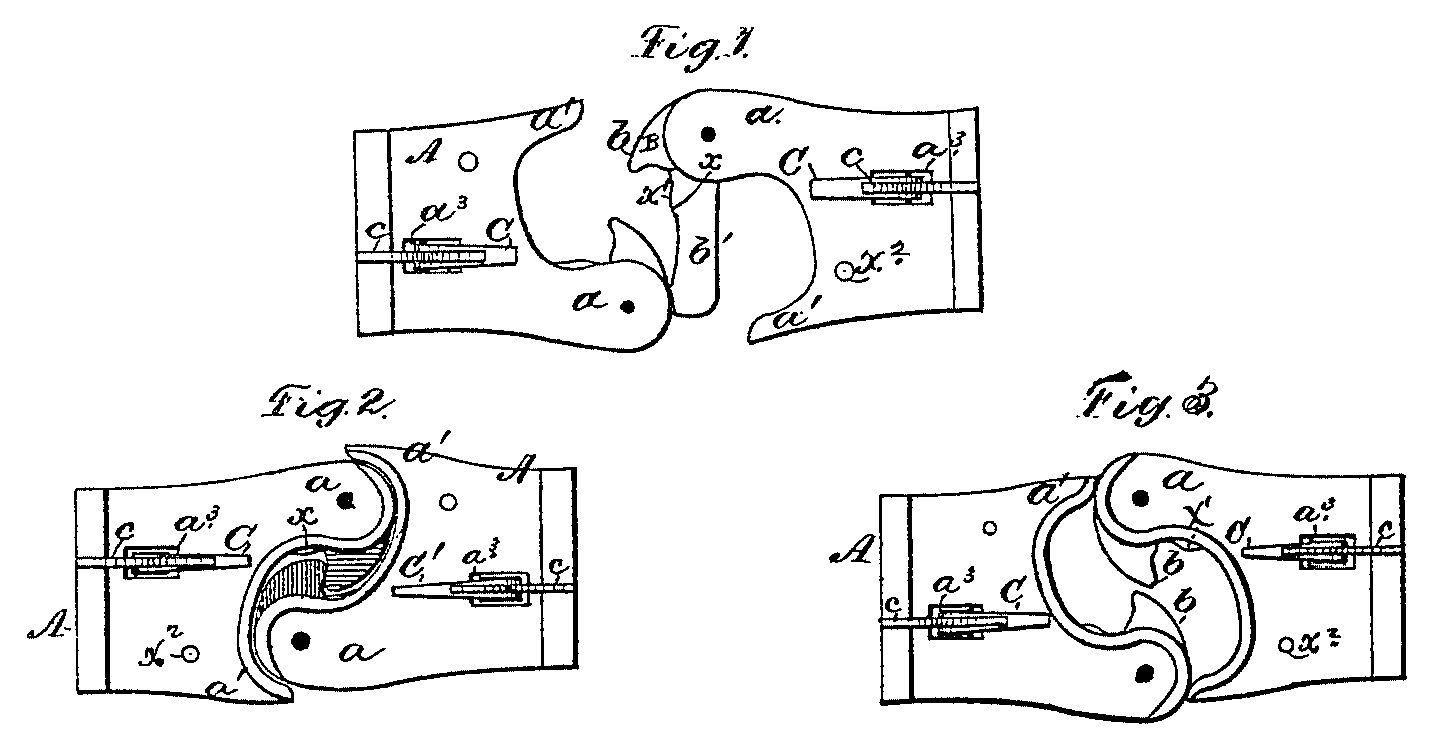
Janneys patentansökan 1873: amerikanskt automatkoppel

Järnvägskoppel var från början enkla don som kopplades ihop med sprintar. Ganska snart insåg man att kopplen borde standardiseras för att tillåta trafik mellan trafikbolag och mellan länder. Man insåg även att hopkoppling av vagnar var en källa till många olycksfall. De gamla kopplen i USA krävde att en man stod och fick kopplen att passa då vagnar stötte emot varandra, vilket var farligt. 1883 omkom 433 personer och 11 277 skadades i USA. I slutet av 1800-talet valde man i Europa manuella skruvkoppel med sidobuffertar som standard. Men i USA valde man i stället redan 1893 automatkoppel vilka var införda 10 år senare. Olycksfrekvensen gick ned dramatiskt. Även Japan valde automatkoppel vilket var infört 1925. Ryssland beslöt samma sak i början av 1930-talet men kriget gjorde att det var klart först 1957 efter 22 års omläggning. I Sverige infördes samma koppel som ryssarnas på Malmbanan under andra halvan av 1900-talet. I Europa har man samtidigt under över 100 år misslyckats med att införa automatkoppel.
Det europeiska skruvkopplet anses numera vara en stor nackdel för godstågens konkurrenskraft. Dels därför att det är för svagt så att tåglängderna begränsas och dels därför att det kräver mankraft med risker, kostnadsökningar och tidsfördröjningar. Ett nytt koppel har standardiserats av UIC. Det tillåter hopkoppling med både det gamla skruvkopplet och det ryska automatkopplet, som även svenska malmtåg redan har. Det inkluderar samtidigt hopkoppling av bromsluft, elkraft och signalledningar. Men fortfarande saknas beslut om generellt införande. Det anses för dyrt att tillverka.
Genom att persontåg, till exempel dubbeldäckarna X40, Regina X50 och pendeltågen X60, numera oftast är fast hopkopplade till tågsätt (motorvagnståg) samt att alltmer av godstransporterna sker med systemtåg, till exempel LKAB:s malmtåg, som heller ej kopplas isär, har problemet delvis minskat men kvarstår ändå. Godståg med egna koppel kräver dessutom egna lok, vilket kräver stor volym för sådana speciallösningar. De nya möjligheterna med datastyrning kan eventuellt helt utesluta befintliga lösningar. Man får undvika datastyrning för godståg om man inte kan få fram internationella standarder. Speciallösningar såsom exempelvis danska passagerarbryggor i IC3 och X31 kan låsa tågägare till dyra specialbeställningar, vilket är en nackdel när man vill ha konkurrensutsatta leveranser.

## Funktioner
- Överföra dragkrafter mellan vagnarna. Krafterna ökar med tågets totala vikt och acceleration. Dimensioneringen sätter en gräns för tillåten tåglängd/tågvikt. Kraven på nya koppel är minst 100 kN. Infästningen måste vara avfjädrad för att undvika stumma ryck.
- Överföra tryckkrafter mellan vagnarna. Ökar med tågets vikt och bromsförmåga. Eftersom bromstrycket utbreder sig bakåt i tåget med en viss fördröjning kan de främre vagnarna få extra tryckkraft från de bakre vagnarna vid bromsansättningen. Tryckkraften kan antingen tas upp av kopplet, dess infästning eller av separata buffertar (se skruvkoppel nedan). Kravet på nya koppel är minst 2 000 kN. Det måste finnas fjädring för att hantera ihopstötningar.
- Tillåta kurvor. Detta är ett problem för buffertar som tar i varandra på kurvans insida. Centralkoppel måste ha vridbara infästningar.
- Tillåta sidoförskjutningar mellan kopplen eller buffertarna på grund av överhängen mellan koppel och hjul, vilka uppstår när vagnarna passerar S-kurvor till exempel i växlar.
- Tillåta vertikalförskjutningar mellan koppel och buffertar på grund av olika nedfjädring av vagnarna och ändring av spårets stigning.
- Möjliggöra enkel riskfri hop- och isärkoppling, även när kopplet står under drag- eller tryckspänning eller i kurvor.
- Tillåta vridning några grader, med tanke på att spår kan luta i kurvor. För vissa vagnar, tillåta vridning minst 90 grader vid vagnar som lossas genom vältning av bland annat malmvagnar.
- Tillåta hopkoppling oberoende av hur vagnarna är vända. Det får inte vara olika koppel i främre och bakre ände på vagnarna (undantag finns på isolerade banor där bara har egna lokala vagnar och inte vänder dem, samt för vagnar som ansluter tåg med udda koppel).

I vissa automatkoppel dessutom:
- Överföra bromstrycket mellan vagnarna (görs annars med separat slang)
- Överföra elkraft (Tågvärme) mellan vagnarna (avser i första hand personvagnar)
- Överföra elektronisk kommunikation (avser i första hand personvagnar), vilket annars måste ske med hjälp av separata signalkablar. Exempel på användningsområden är styrning av dörrar, klimatanläggning, multipelkörning, utrop och displaymeddelanden.

Kraven på personvagnar med el- och datasignaler, gångbryggor och annat är så svåra att uppfylla att man sällan blandar personvagnar från olika länder i samma tåg. Det är till och med så att en viktig anledning till utvecklingen mot motorvagnar är att olika vagntyper i samma land inte passar varandra om de ska ha datakommunikation och annat. Till exempel kan bromskommandon överföras med datasignaler, vilket ger snabbare bromsning och högre tillåten hastighet.

## Skruvkoppel

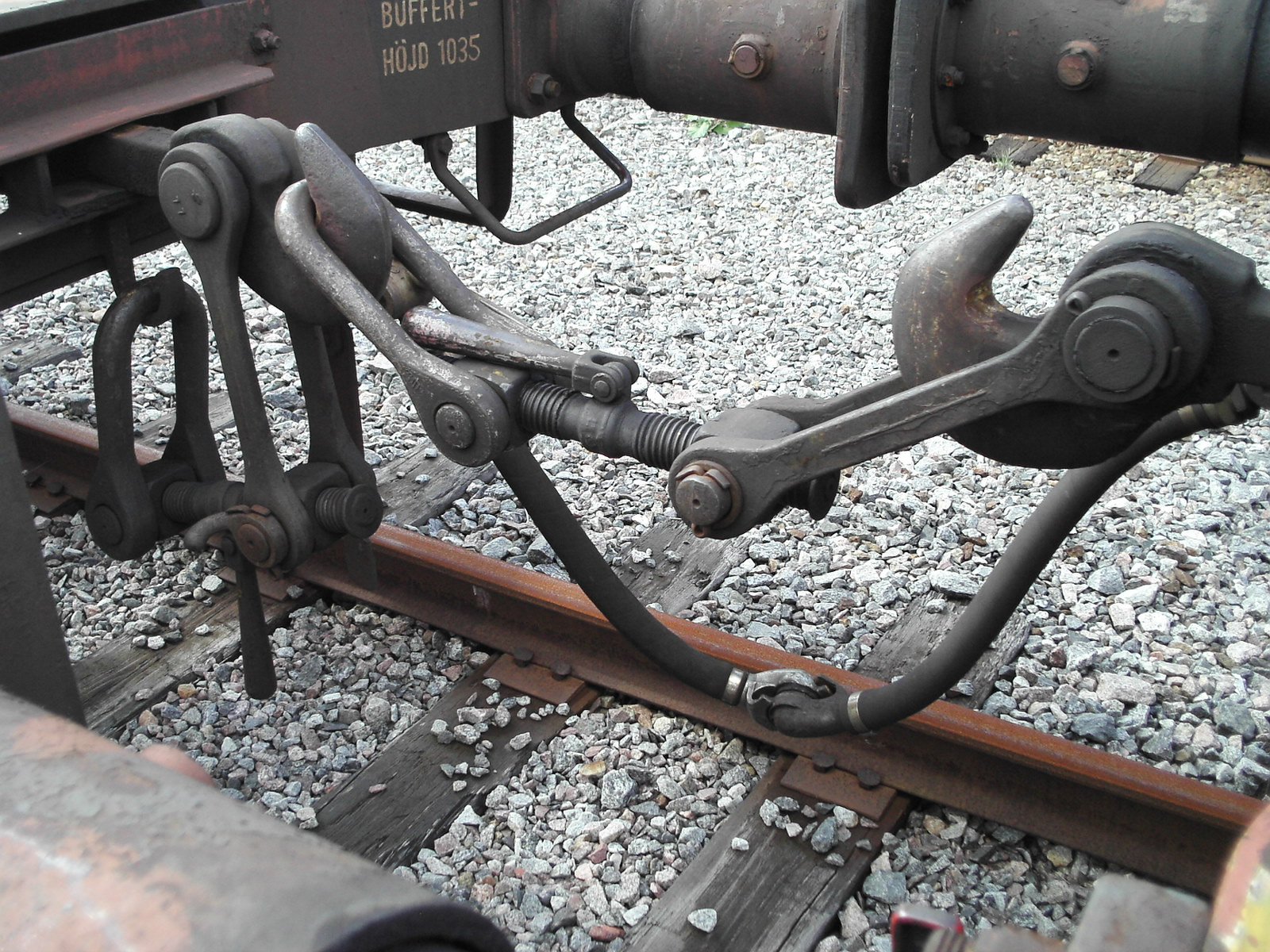
Skruvkoppel. Slaknar lite när buffertarna hoptrycks.

Skruvkoppel är europeisk och svensk koppelstandard på normalspår, i f d Sovjetunionen användes dock som standard automatkoppel. Varje vagnända har dels en krok och dels en länk med en vantskruv för att spänna ihop kopplet. Den ena vagnens koppels länk hakas på den andra vagnens krok och skruven vrids åt för att spänna kopplet och minska glappet mellan vagnarnas buffertar. Länken kan inte och behöver inte ta de dynamiska tryckkrafterna.
På vagnsgavlarna finns dessutom två buffertar som tar upp tryckkrafterna. Dessa är tillräckligt breda och höga för att aldrig hamna om lott vid t ex kurvor eller S-kurvor. Buffertarna är avfjädrade, vanligen med tallriksfjädrar, som har både hög fjäderkraft och dämpning. Dragkrokarna är även de avfjädrade och normalt ihopfästa via en central stång eller balk med kroken i andra änden av vagnen.
Vid sammankoppling bör den som ska manövrera skruvkopplet stå vid sidan av spåret tills den eller de vagnar som har rört sig mot den stillastående vagnen kommit tillräckligt nära och stoppats. Ofta trycker lokföraren till tåget för att underlätta inspänningen av skruvkopplet.
Är vagnarna i en snäv kurva blir avståndet mellan koppelkrokarna långt och ena sidans buffertar kan trycka på så hårt att skruven är svår att lossa, men lokföraren kan då låta loket trycka ihop vagnarna hårdare.
Förutom att haka ihop kopplet behöver växlaren även koppla ihop vagnarnas tryckluftssystem. Detta görs oftast med en, men kan även vara två, tryckluftsslangar. Tryckluftsslangarna är ibland färgkodade på så sätt att lufthuvudleningen (den som styr huvudbromssystemet) är rödfärgad och den andra (som är en matarledning för att bland annat medge snabbare påfyllning av bromssystemets förrådsluftbehållare samt matning av andra luftförbrukare) gulmärkt.
Till varje slang finns det en avstängningsventil, en så kallad Ackermann-kran. På personvagnar brukar man behöva koppla värmekabel för elmatning, UIC-kabel för bland annat högtalarutrop och dörrförregling samt göra i ordning en passage mellan vagnarna.
Skruvkoppel infördes för första gången 1830 i Storbritannien, på en av de första järnvägarna i världen. Det används för tåg upp till 3 000 ton, eller i vissa fall (med särskilda lite grövre koppel) 4 000 ton.
Kopplet används normalt inte på smalspår. Vagnar kan ändå inte gå över till normalspår, och det finns en begränsning av hur skarpa kurvor det kan vara, eftersom buffertarna tar i varandra. Skarpare kurvor gör det lättare att följa terrängen vid byggnationen, och lägre kostnad var ett huvudskäl att bygga smalspår istället för normalspår.

## Centralkoppel
Centralkoppel är ett koppel som sitter mitt på vagnsgaveln och fungerar både som koppel och buffert. Det innebär att det är avfjädrat både för drag- och tryckkrafter. Tidigare var de enkla med en hopkopplingslänk mitt i kopplet. Det var vanligt på de svenska smalspåriga järnvägarna såsom Stockholm - Roslagens Järnvägar (SRJ).

### Albertkoppel

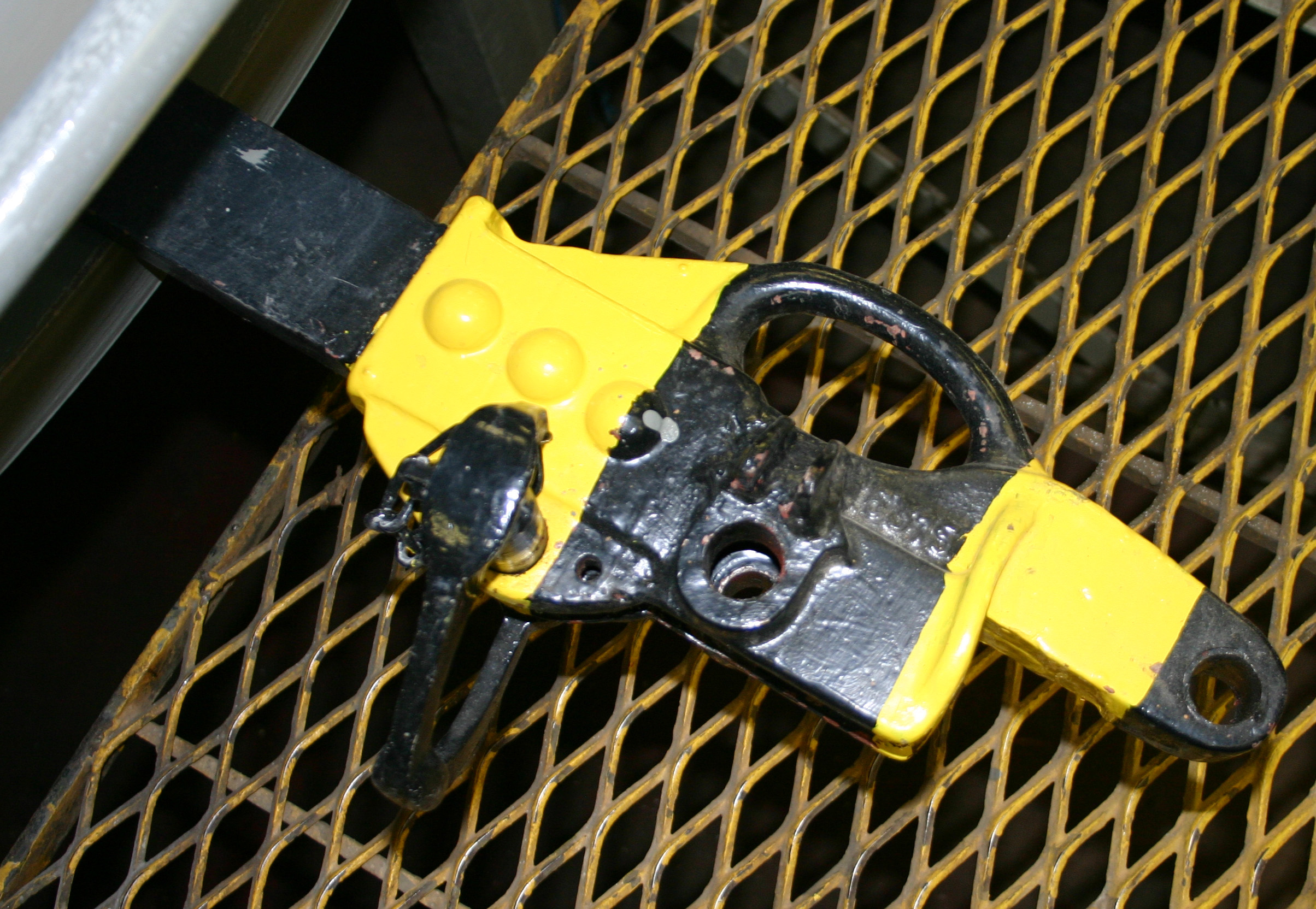
Albertkoppel

Albertkoppel är en klenare koppeltyp som används främst på spårvagnar, men tidigare även på lättare rälsbussar och dess släpvagnar. Koppeltypen förekommer även på lättare arbetsfordon, såsom dressiner och dess trallor. Albert är en koppeltyp som kan beskrivas som en handske med ett finger och en "hylsa". Fingret passar in i nästa koppels hylsa. Låsning sker manuellt med två sprintar. Till varje koppel hör en sprint.

### Nordiska smalspårskoppel

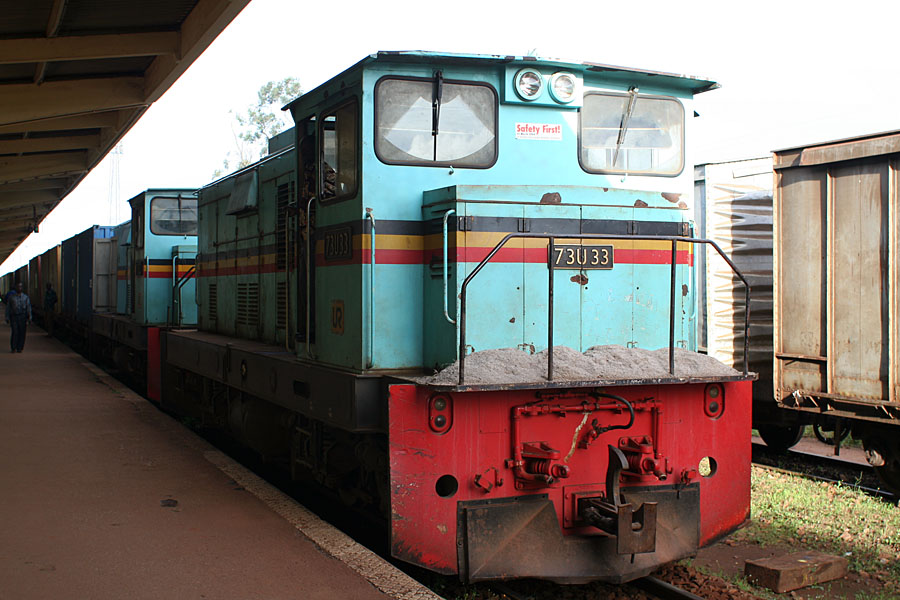
"Norskt" smalspårskoppel i Uganda

Smalspårsbanorna var i Sverige och många andra länder vanligen isolerade från varandra, och man kunde då låta koppel och andra standarder variera. I Norge byggdes dock stambanenätet med 1067 mm spårvidd. I Norge togs ett centralkoppel fram som hade en central buffert och en hake som låser fast halvautomatiskt i den andra bufferten. Det tillåter skarpare kurvor än normalspårets skruvkoppel med sina sidobuffertar. I Sverige gjordes en variant som kallas Klemmingkoppel, som blev vanligast på 891-mm-banorna. Det har också förekommit andra koppel i Sverige. De nordiska smalspårskopplen används i Norden sedan 1990-talet bara i museisammanhang.
De norska kopplen har spritts i världen och används fortfarande i ordinarie trafik i ett antal länder, såsom i Australien och östra Afrika.

### Halvautomatiskt centralkoppel
Numera är centralkopplen nästan alltid ett automatkoppel där två huvudtyper dominerar. Principen är densamma som ett grepp mellan två kupade händer där fingrarna böjda över varandra och kramas mot motstående handflata. För att sätta ihop eller dra isär händerna, måste man antingen böja fingrarna eller lossa på greppet så man kan haka ur. Om man fortsätter liknelsen har AAR-kopplet ett fast och slutet grepp, men ledade och låsbara fingrar. SA3-kopplet har styva fingrar, men ett mer öppet grepp där då tummen användas för att kila fast och låsa händerna i varandra.
- Janney-kopplet är det centralkoppel som blev standard i Amerika. Kallas även AAR-kopplet (American Association of Railroads) eller i folkmun för "knog"-kopplet (Knuckle). Janneykopplen är asymmetriska (högerhänta) och har en inbyggd klo som är vridbar i sidled. När två Janneykoppel ska tryckas ihop, ser man till att åtminstone en klo är öppen. Den öppna klon kommer då att vridas så den låser. När detta skett faller en liten regel ned av sin egen tyngd och låser klon. Vid isärkoppling lyfter man upp regeln med en liten spak på vagnsidan och klon öppnas då när vagnarna dras isär. Janney-kopplen har ett visst spel och är inte ledade vertikalt eftersom de kan glida lite vertikalt mot varandra. Janney-kopplen har nackdelen att de måste riktas in när koppling sker i spårkurvor. Janney-kopplen har många varianter som är mer komplicerade. Kopplen är mycket kraftiga och kan dra tåg på flera kilometers längd som väger 32 000 ton. De används i många andra världsdelar som Australien, Japan och Sydafrika.
- SA3-kopplet. Det är det automatkoppel som blev standard i Sovjetunionen och numera i Ryssland och alla andra f.d Sovjetstater. De baseras på ett brittiskt patent från 1910 av John Willison och har en relativt bred snedskuren platta som gör att de vrids rätt i förhållande till varandra om hoptryckningen sker i ett kurvspår. Varje koppel har en fast klo som glider in i det motstående kopplet. När kopplen slutits glider en kil i vardera kopplet ned och låser den fasta klon i det motstående kopplet. Därefter spärrar en regel att kilen kan lyfta vid till exempel rangeringsstötar. Efter införandet minskade antalet koppelbrott från 35 000 till 500/år trots att tågvikterna ökats från 1 500 ton till 4 000 ton. SA3-kopplet kan enkelt förses med en adapter som medger hopkoppling med europeiska vagnars skruvkoppel förutsatt att det finns buffertar på SA3-vagnen. SA3-kopplet infördes för malmtåg på Malmbanan 1969-1974. Vanliga godståg på Malmbanan har däremot vanliga skruvkoppel. Trots att Ryssland har andra koppel än Finland förekommer godståg över gränsen. Godstågslok i Finland har vanligen ett koppel kallat "Unilink" som stödjer både vagnar med SA3-koppel och med skruvkoppel. SA3 betyder Sovjetiskt automatkoppel version 3 (Советская автосцепка, 3-й вариант) och används för tåg upp till 8 000 ton, vilket är på Malmbanan.

### Helautomatkoppel

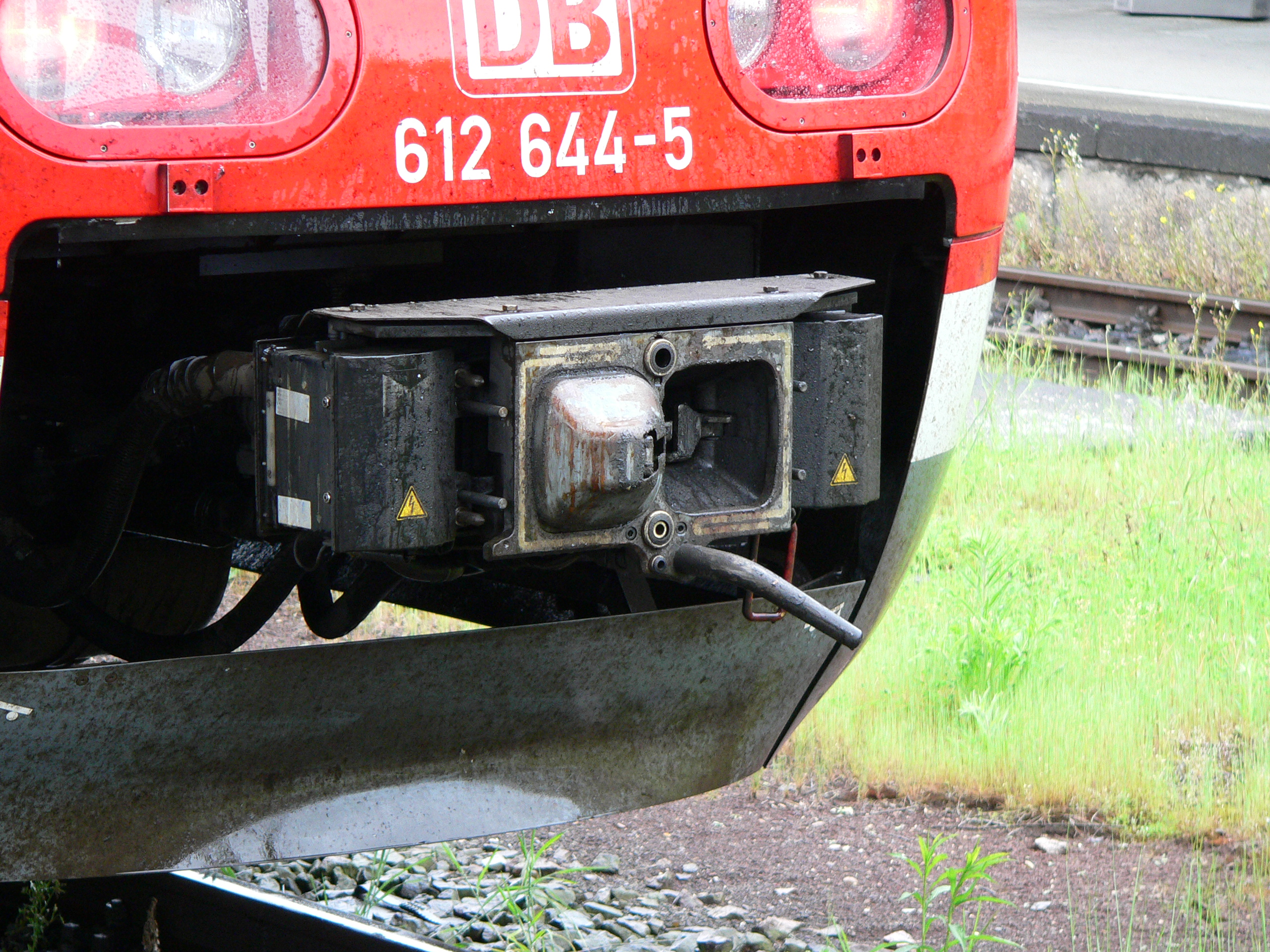
Scharfenbergkoppel

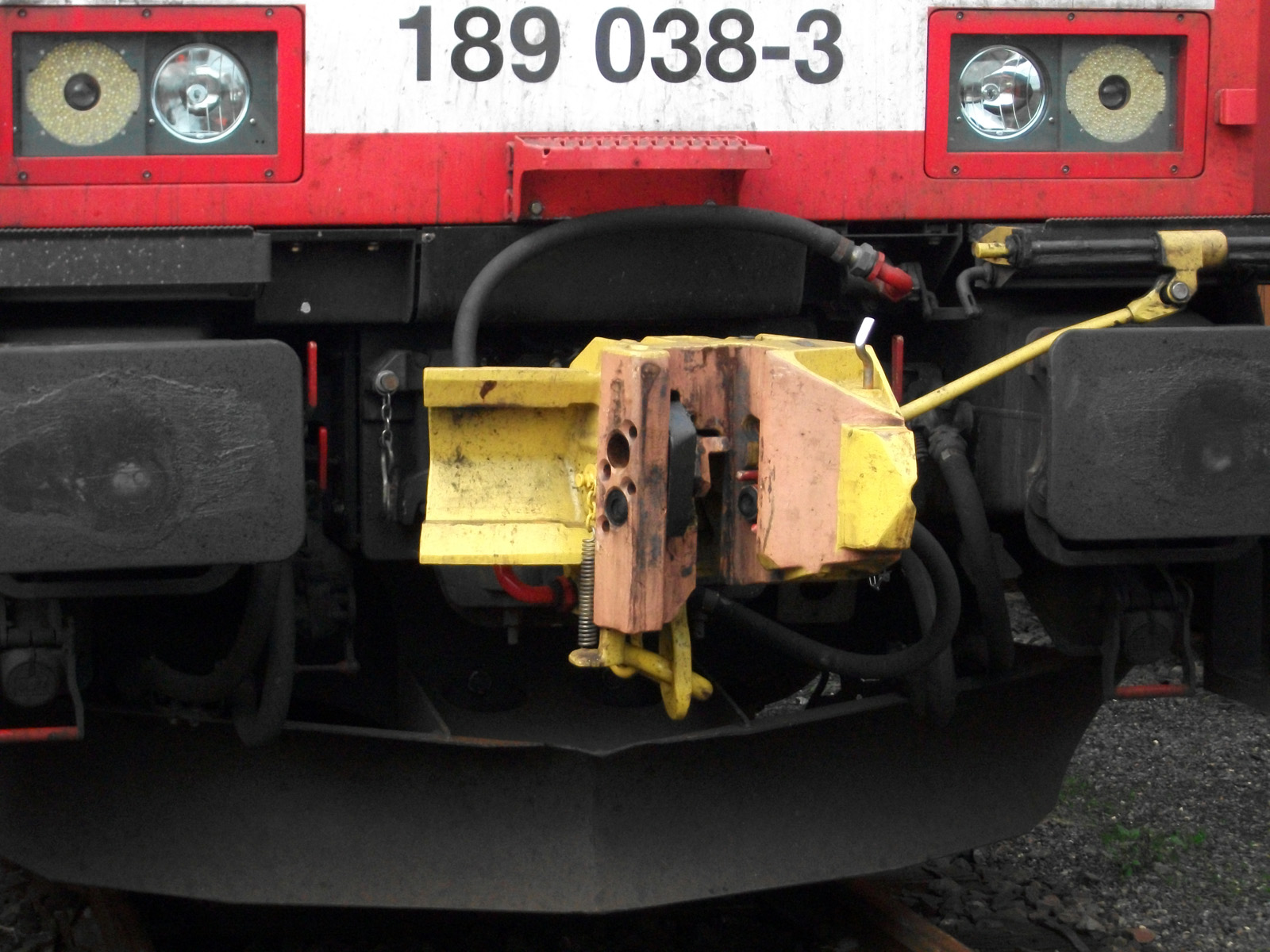
C-AKv-koppel

Helautomatkoppel är centralkoppel som klarar även bromsluft, elkraft och signalledningar. Då behövs inte manuellt arbete för att koppla ihop eller isär vagnar. Ett antal fabrikat finns:
- Scharfenberg / Dellner. Ursprungligen från 1903, men kom 1965 med en ny helautomatisk konstruktion. Det finns lite olika varianter på det, speciellt avseende tryckluftledningar och signalledningar. De tål max 1 000 ton tågvikt,[källa behövs] vilket gör dem olämpliga för godståg. Används på många motorvagnståg både för tunnelbanor och järnväg. De är ofta inkompatibla mellan olika tågmodeller, och detta kan begränsa förmågan att köra olika motorvagnstyper ihop (multipelkörning). Kopplen är inte kompatibla med skruvkoppel, men det finns adaptrar som används till exempel vid bärgning. De är de enda väletablerade helautomatkopplen i Europa (avser 2011).
- Eurocoupler / AK69e. UIC jobbade i flera etapper med en standard. 1970 gjordes tester bland annat i Sverige. Därefter uppstod vissa politiska bekymmer. Lönsamheten blev tveksam därför att järnvägarna redan förlorat för mycket till lastbilarna. De hade problemet att de inte passade ihop med skruvkoppel, vilket krävde att alla godsvagnar skulle fått byta koppel till en hög kostnad. Ett annat problem var urspårningsrisken vid centralkoppel. Lätta vagnar kunde till exempel tryckas av spåret vid bromsning i kurvor genom att efterföljande tunga vagnar tryckte på för mycket varvid den långa stela koppelstången kom i alltför diagonal vinkel. Vagnar kunde till och med lyftas av liknande skäl. De har använts i många år för vissa tunga systemtåg i Tyskland, där man undvikit nackdelarna genom att ha vagnarna lika lastade. De har nu ersatts av C-AKv.
- Transpact / C-AKv, är en ny koppeltyp under drift sedan 2009 med 6 000 ton malmtåg i Tyskland/Holland. Utvecklat av Faiveley (före detta SAB-Wabco). Kopplet liknar SA3, men är utvecklat med automatfuntioner. Kopplen är gjorda för att även koppla till vanliga skruvkoppel. Tillverkaren hoppas det ska ersätta skruvkopplet. Än så länge anses det för dyrt. För systemtåg som inte är de tyngsta är nyttan liten, eftersom sådana vagnar sällan kopplas isär. För vagnar som rangeras blir det nytta först när de flesta vagnar är ombyggda, men det anses för dyrt att bygga om vagnar när skruvkoppel ändå är standard. Man hoppas att nya vagnar ska få C-AKv koppel, men de är dyrare än skruvkoppel.

## Framtiden
Det anses att automatkoppel måste införas för att godstrafiken ska bli mer konkurrenskraftig .
Sannolikt kommer man att kräva fjärrmanövrering så att lokföraren själv kan koppla till / loss vagnar. Se Intelligenta godståg.

## Galleri

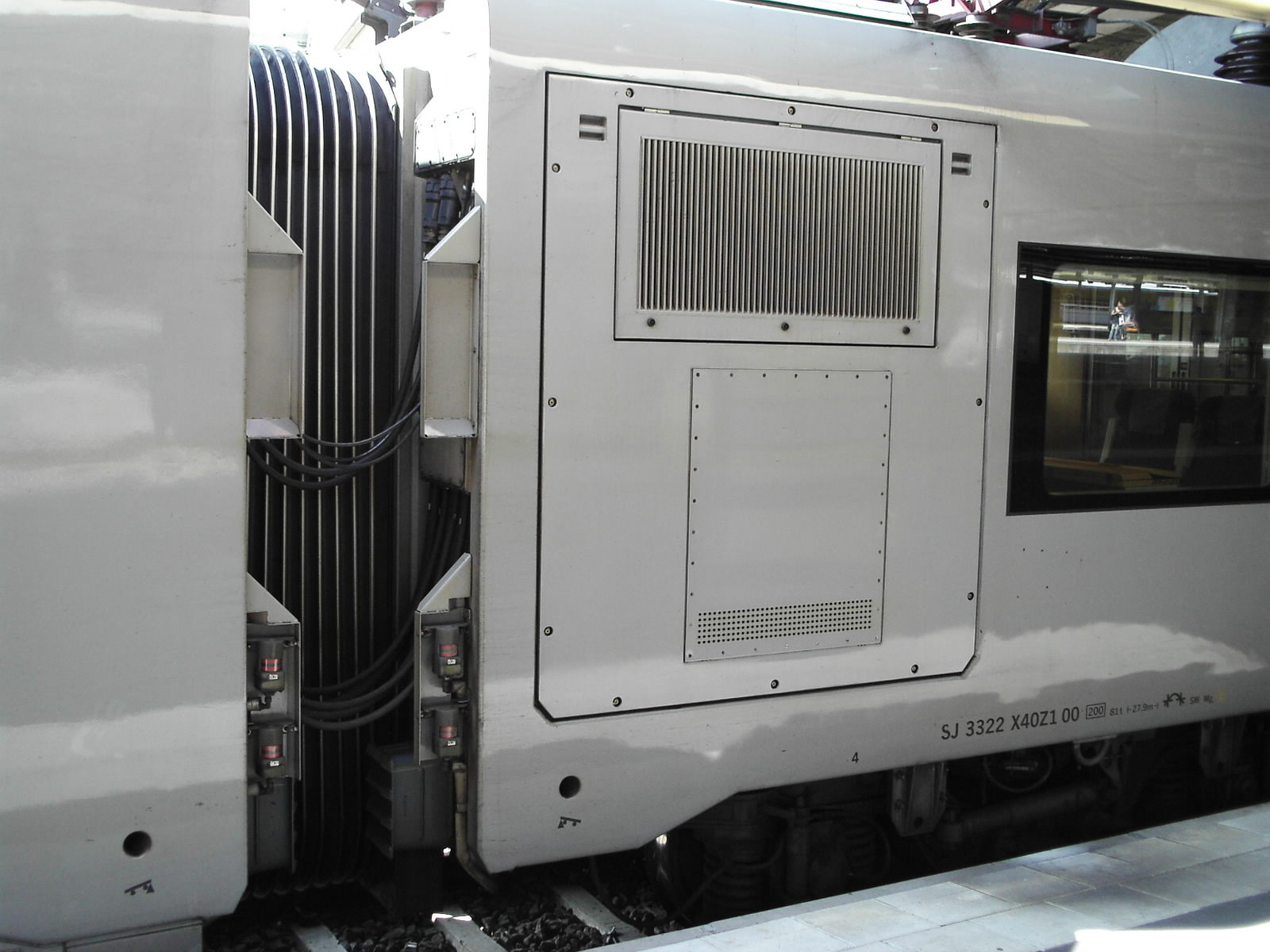
Fast hopkopplade vagnar i tvåvåningståget X40
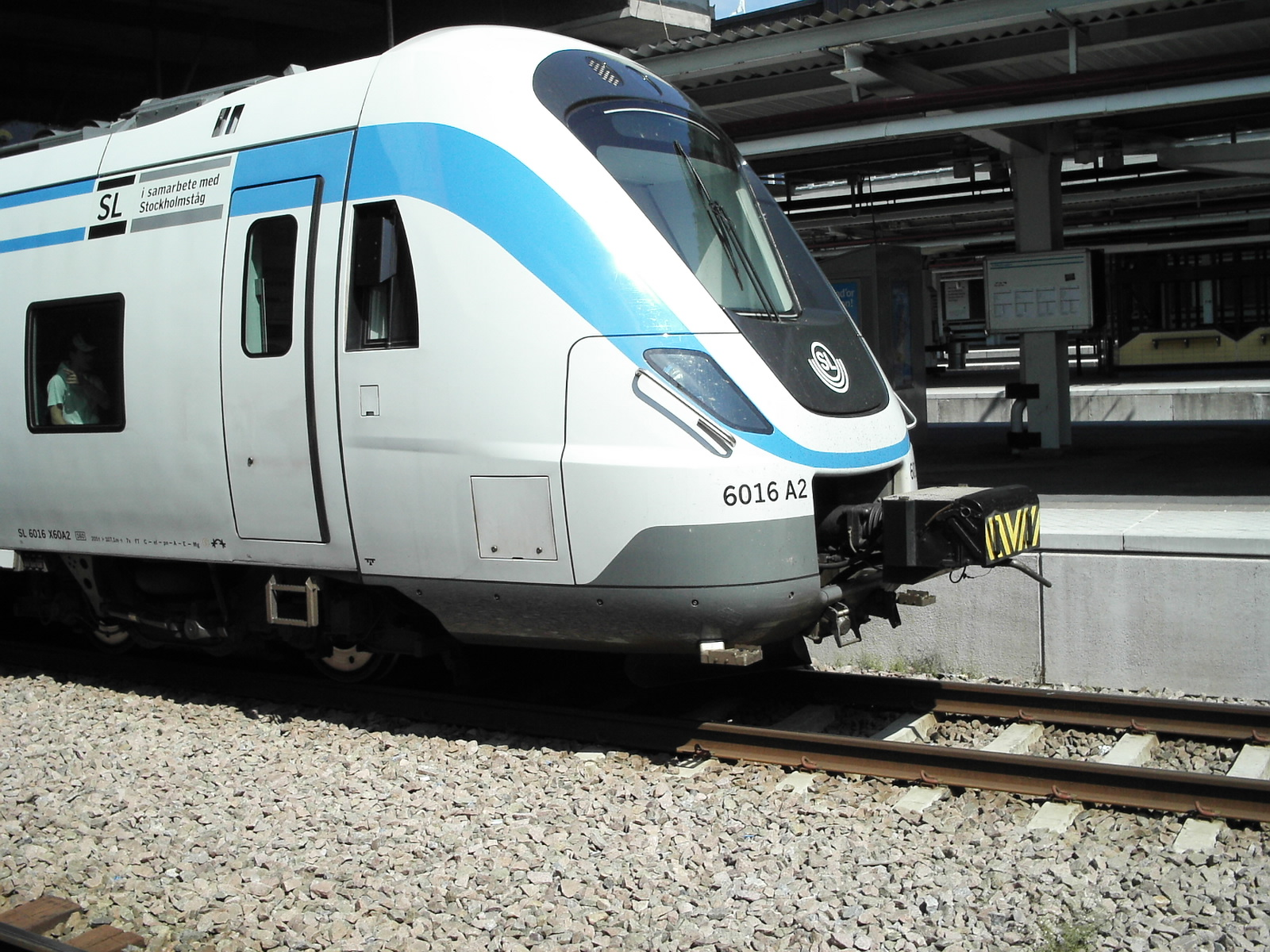
Helautomatisk koppling på pendeltåget X60
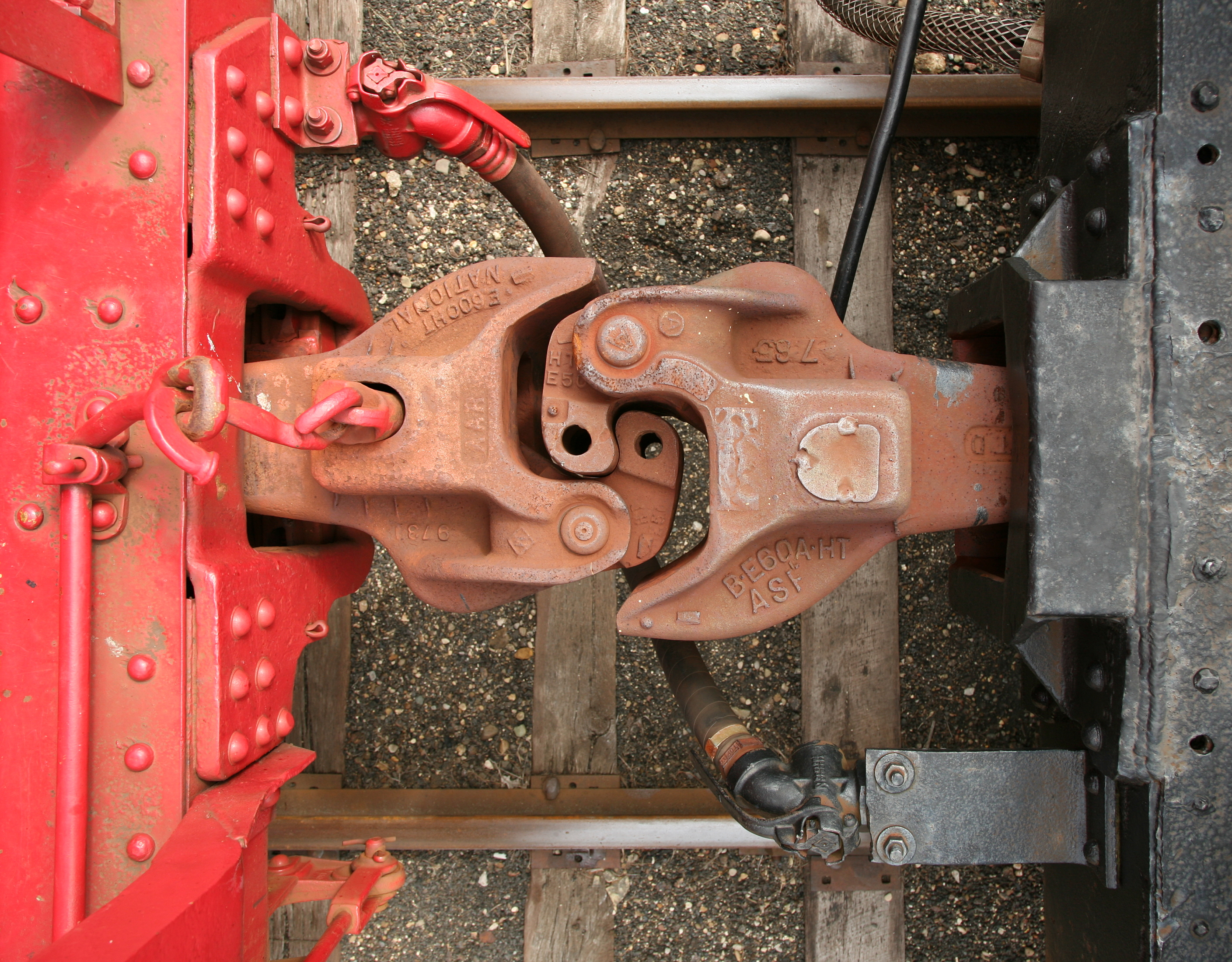
Janney-koppel (AAR, typ E)
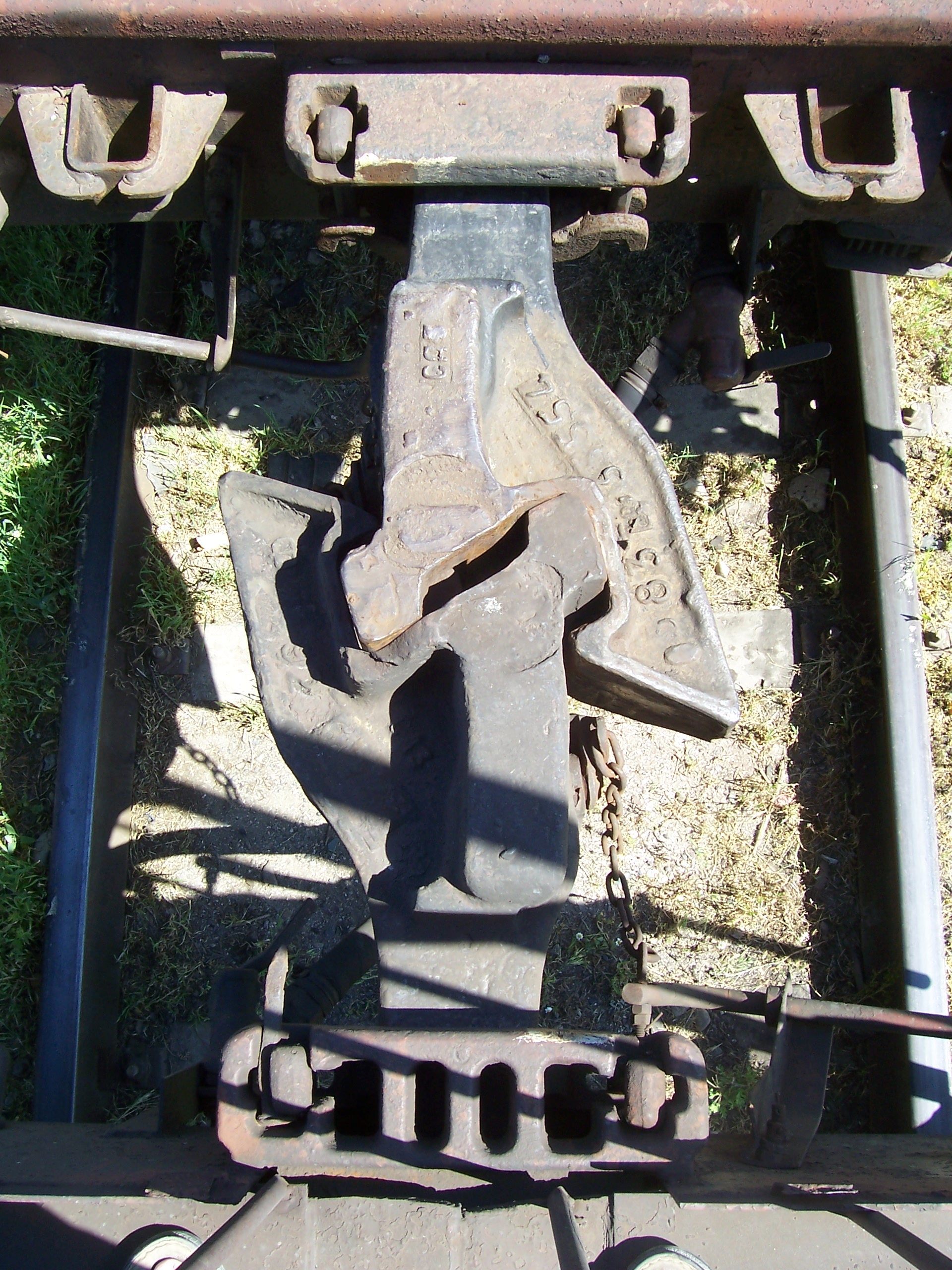
SA3-koppel
- Ihopkoppling med Scharfenbergkoppel